# Pomnik Powstańca Wielkopolskiego w Wolsztynie
Pomnik Powstańca Wielkopolskiego w Wolsztynie – pomnik upamiętniający powstanie wielkopolskie usytuowany na rynku w Wolsztynie.  

## Opis
Pomysł realizacji budowy pomnika powstał dzięki Towarzystwu Pamięci Powstania Wielkopolskiego w Wolsztynie oraz Urzędu Miasta i Gminy Wolsztyn.
Pomnik został odsłonięty 16 lutego 2014 roku, w 95. rocznicę podpisania układu rozejmowego w Trewirze, w którym ujęto postanowienia tyczące się zakończenia powstania wielkopolskiego.
Pomnik stojący na wolsztyńskim Rynku przed ratuszem, przedstawia wykonaną z brązu, stojącą postać powstańca wielkopolskiego z czapką rogatywką na głowie, z zawieszonym na ramieniu karabinie, trzymającego w rękach sztandar powstańczy, który wzorowano na znalezionym we wsi Kębłowo. Rzeźba powstańca została wykonana przez rzeźbiarkę Agnieszkę Lisiak-Skórkę.
Na podstawie pomnika wygrawerowano napis:
Powstańcom Wielkopolskim,
którzy przynieśli wolność Wolsztynowi
5 stycznia 1919 roku
w 95. rocznicę wyzwolenia Wolsztyna.